# Georg Stein (Schachspieler)
Georg Stein (* 17. April 1909; † 1980er Jahre) war ein deutscher Schachspieler.
Mit 16 Jahren gewann er 1925 die Koblenzer Stadtmeisterschaft. Diese gewann er danach mehrmals, unter anderem 1930 und 1935. Einer seiner größten Erfolge war der Gewinn der zweiten DDR-Schachmeisterschaft 1951 in Schwerin vor Wolfgang Pietzsch. Seine höchste historische Elo-Zahl war 2433 im Februar 1951, damit war er auf Platz 256 der Weltrangliste. Seine höchste Weltranglistenplatzierung nach historischer Elo-Zahl war 214 im Januar 1949. Über Steins Tod ist nichts Genaueres bekannt.
Bei der Deutschen Meisterschaft 1948 in Essen gewann er folgende Partie als Weißer gegen Rudolf Teschner:
1. e4 e5 2. Sf3 Sc6 3. Lb5 Sf6 4. 0–0 Sxe4 5. Te1 Sd6 6. La4 Le7 7. Sxe5 Sxe5 8. Txe5 0–0 9. d4 Lf6 10. Te2 Sf5 11. c3 d5 12. Lf4 Le7 13. Sd2 Ld6 14. Lxd6 Sxd6 15. Te5 c6 16. Lc2 g6 17. Df3 Kg7 18. Tae1 Df6 19. Dg3 Lf5 20. Lxf5 Sxf5 21. Dg4 Tad8 22. f4 Sd6 23.T1e3 Tde8 24. Th3 Dd8 25. Sf3 f6 26. Teh5 Th8 27. f5 De7 28. Txh7+ Txh7 29. Dxg6+ Kf8 30. Txh7 De3+ 31. Kh1 Dc1+ 32. Sg1 Dg5 33. Th8+ Ke7 34. Txe8+ Sxe8 35. Dxg5 fxg5 36. g4 Sd6 37. Sf3 Sc4 38. b3 Se3 39. h3 Sd1 40. c4 1:0